# 재경기
재시합(再競技) 또는 리플레이(replay)는 경기에서 어떤 사정에 의하여 승패를 결정하기 위해 다시 하는 경기이다. 스포츠마다 다르지만, 날씨 등을 이유로 재경기가 열리기도  한다. 무승부의 타이브레이크를 위한 경우도 있다.

## 축구
축구에서는 이전 경기가 무승부로 끝났을 때, 특히 결승전에서 녹아웃 토너먼트의 승자를 결정하기 위해 재경기가 자주 사용되었다. 1970년 FIFA(세계 스포츠 연맹)와 IFAB(국제 스포츠 규칙 위원회)는 경기가 연장전 이후 무승부로 끝날 경우 승부차기를 실시하는 것을 허용했다. 승부차기는 곧바로 등장했다. (제트가 아닌) 재경기를 대체하는 승부차기의 첫 번째 사례는 UEFA 유로 1976 결승전이었다. 월드컵에서 승부차기가 처음으로 사용된 것은 1982년 준결승전이었다. 재경기는 이제 잉글랜드 FA 컵 토너먼트의 초기 라운드와 스코티시컵 준결승전까지의 라운드에서만 사용된다. 1991년 이후 FA컵에서 재경기가 예정된 경기는 한 번만 재경기되며, 재경기가 무승부로 끝날 경우 추가 시간과 승부차기를 통해 동점을 결정한다. 역사적으로 FA 컵 경기는 한 팀이 승리할 때까지 필요한 만큼 여러 번 경기가 치러졌다.
원래 경기에서 팀이 부적격 선수를 투입했거나 관중의 행동(동전이나 병 던지기 등)으로 인해 선수가 부상을 입은 경우 재경기가 가끔 발생할 수도 있다. 그러나 그러한 행동에 대한 보다 일반적인 결과에는 위반하지 않은 팀에 승리를 부여하거나 위반한 팀에서 점수를 차감하는 것이 포함된다.

## 야구
2007년까지는 메이저 리그 베이스볼 경기가 드물게 무승부로 끝나는 경우 포스트시즌 진출을 결정하기 위해 필요하면 재경기를 치렀다. 동점 게임은 통계 기록에 포함되지만 팀의 승패 비율에는 포함되지 않는다. 2007년부터 어떤 이유로든 중단해야 하는 동점 게임은 전체를 재경기하는 대신 중단 시점부터 재개된다(가능한 경우 및 필요한 경우).
2020년 메이저 리그 야구 시즌까지는 팀이 경기에 항의하는 것이 가능했는데, 일반적으로 감독이 MLB 규칙을 위반하는 결과적인 심판 결정으로 인해 자신의 팀이 부정적인 영향을 받았다고 믿는 경우였다. 항의가 받아들여지면 나중에 "항의 지점"(point-of-protest)에서 경기가 다시 진행된다. 전체적으로 15개의 MLB 경기가 이 규칙에 따라 부분적으로 재생되었으며, 마지막으로 이러한 사건이 발생한 것은 2014년이었다. 가장 지지받는 항의는 내셔널 리그 (야구)에서였다. 아메리칸 리그가 항의를 지지하고 재경기를 지시한 유일한 사례는 1983년 유명한 파인타르 사건 이후였다. 이 규정은 2019 MLB 시즌 이후 폐지되었으므로 항의와 그에 따른 재경기는 더 이상 불가능하다.